# Jüterbog

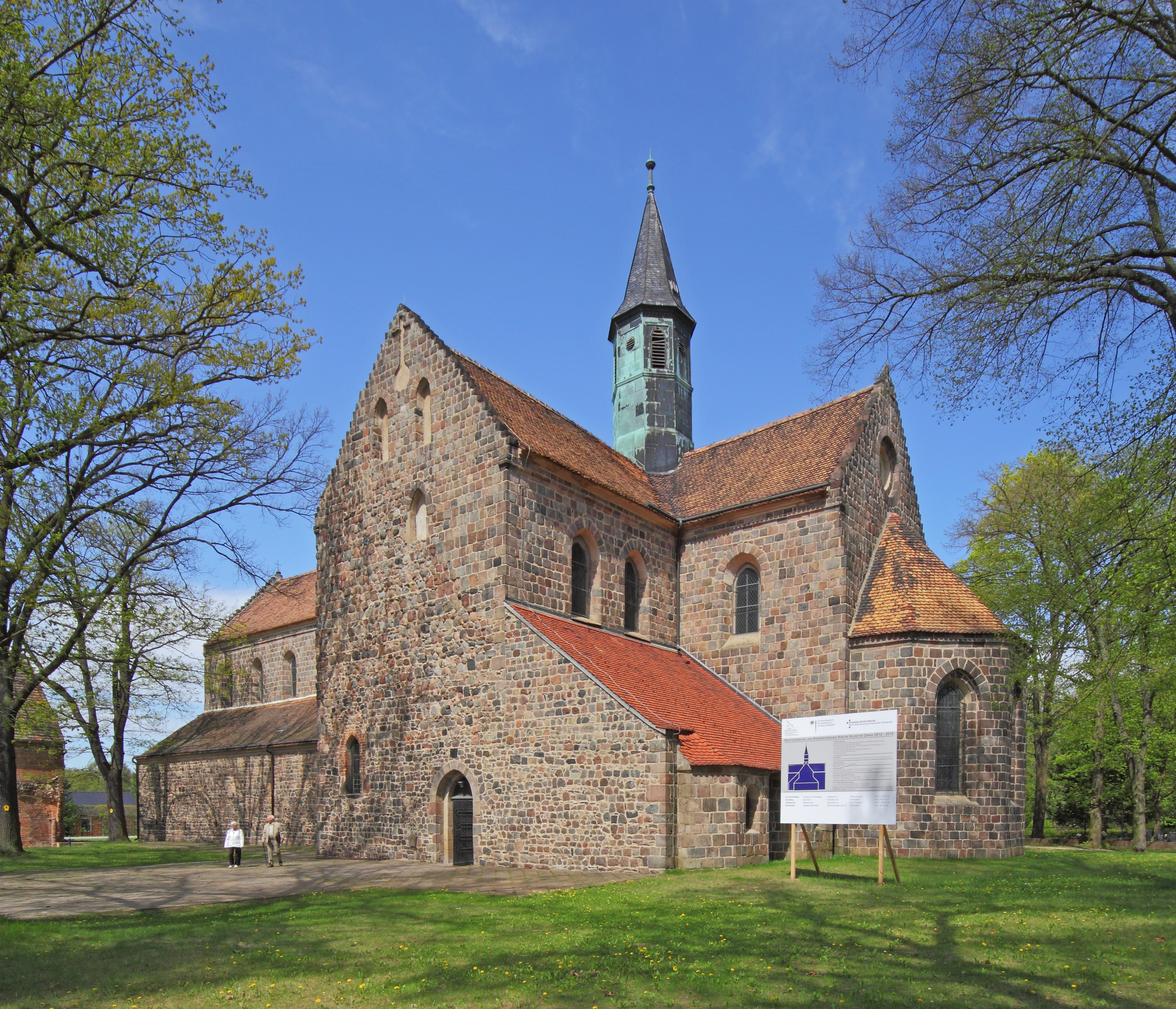
Giáo đường Kloster Zinna

Jüterbog là một thị xã ở đông bắc Đức, trong huyện Teltow-Fläming thuộc bang Brandenburg. Thị xã nằm bên sông Nuthe tại sườn bắc của dãy đồi Fläming, khoảng 65 km về phía tây nam của thủ đô Berlin.

## Người dân nổi tiếng
- Johann Deutschmann (1625-1706), nhà thần học
- Johann Friedrich von Brandt (1802-1879), nhà tự nhiên học
- Hans Peter Hallwachs (born 1938), diễn viên
- Wilhelm Kempff (1895-1991), nhạc công piano
- Ulrich Wegener (born 1929), cảnh sát

## Thị xã kết nghĩa
- Aßlar, Hesse
- Waldbröl, North Rhine-Westphalia